# Duophonic
À ne pas confondre avec le label de Capitol Records, ni avec les albums portants le nom Duophonique ni avec les synthétiseurs pouvant émettre deux notes simultanément.
Duophonic est le nom commercial d'un type de traitement du signal audio duophonique utilisé par Capitol Records sur certaines sorties et rééditions d'enregistrements mono publiés dans les années 1960 et 1970. Dans ce processus, les enregistrements monauraux sont retraités en une sorte de stéréo artificielle. De manière générique, le son est communément appelé fausse stéréo. L'ingénieur de Capitol Studios, John Palladino, est l'inventeur de ce procédé. 

## Description
Le système duophonic consiste à diviser un signal mono en deux canaux, puis en retardant le signal d'un canal au moyen d'un delay, c'est-à-dire en désynchronisant les deux canaux de quelques fractions de seconde et en coupant les basses fréquences dans un canal avec un filtre passe-haut, puis coupant les fréquences aiguës dans l'autre canal avec cette fois un filtre passe-bas. Le résultat produit un effet stéréo artificiel, sans donner à l’auditeur les véritables caractéristiques sonores directionnelles de la vraie stéréo, d'où le terme péjoratif fausse stéréo. Dans certains cas, l'effet était amélioré par la réverbération et d'autres astuces techniques, ajoutant parfois un écho stéréo aux pistes mono pour tenter de tromper l'auditeur.
Capitol utilise cette technique afin d'augmenter son inventaire de disques vinyles stéréo, satisfaisant ainsi la demande des détaillants pour plus de contenu stéréo. Pendant près de dix ans, Capitol nomme la bannière « DUOPHONIC – For Stereo Phonographs Only » pour différencier les LP Duophonic de ses véritables LP stéréo.
Capitol commence à utiliser ce procédé en juin 1961 jusque dans les années 1970, notamment pour les albums des Beach Boys et de Frank Sinatra. Au fil des années, cependant, certaines bandes Duophonic ont été confondues avec de véritables enregistrements stéréo dans les coffres de Capitol Records et ont été rééditées sur CD tout au long des années 1980 et 1990. 
D'autres maisons de disques recourent à un traitement similaire de matériel monophonique pour créer un effet stéréo, mais y ont fait référence par d'autres termes, tels que stéréo retraité électroniquement de RCA Records et recanalisé électroniquement pour la stéréo de Columbia Records. Comme pour Capitol, les problèmes de stéréo artificielle de Columbia incluaient des albums d'artistes majeurs, tels que Miles Davis (Round About Midnight, CL 949 mono, réédité en stéréo sous le nom de PC 8649).